# 웨일스 신화
웨일스 신화(웨일스어: Mytholeg Gymreig 머솔렉 검레이그)는 웨일스에서 발달한 신화다. 웨일스인의 정체성은 제1천년기 말엽에 켈트족 브리튼인에게서 비롯되었다. 브리튼 제도의 다른 켈트 신화들과 마찬가지로 웨일스 신화와 고대사 역시 드루이드(웨일스어: derwydd 데루어드)들에 의해 구전 전승되었다. 이 구전 전승은 세월이 지남에 따라 심하게 소실 또는 변형되었고, 이렇게 변형된 신화가 중세 들어 웨일스어 필사본들로 채록됨으로써 웨일스 신화의 정본을 이루었다. 한편 9세기에 라틴어로 작성된 브리튼인의 역사, 브리타니아 열왕사 같은 유사역사서들도 웨일스 신화의 원전으로서 가치가 있다.

## 큰 분류

#### 마비노기의 네 가지
『마비노기온』에 수록된 신화담들을 크게 네 개로 나뉘어 마비노기의 네 가지라고 한다. 마비노기의 네 가지는 더베드와 귀네드 같은 고대 왕국들의 왕과 영웅들이 서로 항쟁하고 죽고 죽이는 이야기들이다. 이 왕과 영웅들은 본래 켈트족의 신이었으나 기독교가 들어오면서 왕후장상으로 격하된 것으로 여겨진다. 네 가지에 모두 등장하는 인물은 더베드의 왕 프러데리 밥 푸일인데, 그의 원형은 고대의 신 마포노스로 추측된다. 그 외에 주요 인물로는 프러데리의 모친 리아논, 리아논의 재혼 상대인 마나워단 밥 리르, 마나워단의 형제자매들인 브란 벤디게이드, 브란웬 베르흐 리르, 에브너시엔 등이 있다. 마비노기 제1가지는 프러데리가 태어나는 이야기이고, 마비노기 제2가지 및 제3가지에서 이들 귀네드의 리르 일족이 주요 인물로 활약한다. 한편 북쪽의 귀네드에는 돈의 형제인 마술사왕 마스, 마스의 조카 모사꾼 구이디온, 구이디온의 조카이며 아르얀로드의 아들인 러이 라우 거페스 등이 일족을 이룬다. 이들 귀네드의 돈 일족은 마비노기 제4가지의 주요인물로서 프러데리를 죽인다.

#### 아서왕 이야기
본래 웨일스 신화군이었던 아서왕 이야기는 프랑스로 건너가 브리튼 이야기라는 무훈시가 되어 형태가 크게 변형되었다. 하지만 프랑스에 수입되지 않아 비교적 원형을 잘 유지하고 있는 아서왕 이야기도 있으며, 예컨대 『마비노기온』에 수록된 "쿨후흐와 올루엔", 웨일스 삼대 연애담에 속하는 "오와인 또는 샘의 여인", "에브라우그의 아들 페레디르", "에르빈의 아들 게라인트", 그리고 『탈리에신의 서』에서 발견되는 "안눈의 약탈" 등이 있다.

## 주요 등장인물
돈의 아이들(웨일스어: Plant Dôn 플란트 돈) - 귀네드 왕국의 지배 일족.
- 마스 밥 마소누이는 돈과 남매 사이이며 귀네드를 지배하는 마술사왕이다.
- 돈은 마소누이의 딸이며 이 일족의 가모장이다. 자식이 많지만 남편이 누군지는 전혀 언급되지 않는다.
  - 구이디온 밥 돈은 마술과 싸움, 모략에 능한 전형적인 모사꾼이다.
  - 길바이수이 밥 돈은 구이디온과 함께 못된 짓을 저지르는 형제다. 아서왕 이야기에서는 그리플리트라는 원탁의 기사로 등장한다.
  - 아르얀로드 베르흐 돈은 남매지간인 구이디온과 철천지 원수 지간이다. 러이의 모친이며, 프러데인섬의 삼제시에서는 아르얀로드의 부친이 벨리 마우르라고도 한다.
    - 덜란 아일 돈은 아르얀로드의 첫 자식이다. "바다의 성질"을 타고났으며 물고기처럼 빠르게 헤엄칠 수 있다.
    - 러이 라우 거페스는 아르얀로드의 둘째 아들이다. 어미에게 버림받고 숙부 구이디온에게 키워졌으며, 장성한 뒤 숙부와 이야기 후반부의 콤비를 이룬다.
      - 브로듀웨드는 러이의 처로 짝짓기 위해 꽃으로 만든 인조인간이다. 불륜이 나서 러이를 죽이려 했다가 발각되어 구이디온에게 올빼미가 되는 벌을 받는다.

  - 에이버드 밥 돈은 알려진 것이 거의 없다. 고대신 오그미오스의 변형으로 추측되며 『탈리에신의 서』의 시 두 편에서 언급된다.
  - 고반논 밥 돈은 대장장이로, 고대신 고반누스가 원형이고 아일랜드의 고브누와 동격이다.
  - 아마에손 밥 돈은 본래 농사의 신이었던 것으로 생각된다.
- 그로누 페브르는 페늘런 칸트레브의 대부로, 블로데이왜드의 불륜상대다.

남부-더베드인:
- 푸일 펜 안눈은 더베드의 왕이자 마비노기 제1가지의 주인공이다. 별세계의 왕 아라운과 만나 친구가 되고, 그와울 압 클루드와 경쟁해 리아논을 아내로 쟁취한다.
- 리아논은 푸일의 왕비이며, 고대의 말의 여신 에포나와 동일시된다.[2] 푸일이 죽은 뒤 마나워단과 재혼함으로써 마나워단이 더베드 왕위의 추정상속인이 된다.
  - 프러데리 밥 푸일은 푸일과 리아논 사이의 아들이다. 부왕 사후 왕이 되었다. 리르의 아이들과 돈독한 관계였고, 마비노기 제2가지에서 그들이 에린에 쳐들어갈 때도 협력했다. 이후 마비노기 제4가지에서 귀네드의 모사꾼 구이디온의 간계로 살해된다.
    - 시그바 베르흐 그원 글로호어우는 프러데리의 아내다.
- 테어르논은 구엔트의 대부이자 푸일의 봉신이다. 프러데리가 탄생 직후 행방불명되었을 때 그 정체를 모르고 주워다 길렀다.

리르의 아이들(웨일스어: Plant Llŷr 플란트 리르)
- 리르 렌댜이스는 리르 일족의 가부장이다. 아일랜드의 해신 레르, 잉글랜드의 레이르(리어 왕)과 동일시된다.
  - 브란 벤디게이드는 거인이며 프러데인의 왕이다. 에린으로 시집간 누이가 학대를 당한다는 소식을 듣고 에린을 침공한다.
  - 마나워단 밥 리르는 형 브란을 따라 대 에린 전쟁에 종군했다. 형과 달리 생환하여 친구 프러데리의 모친 리아논과 재혼한다.
  - 브란웬 베르흐 리르는 에린으로 시집갔으나 불행한 삶을 보냈고, 그 오라비들이 그녀를 구출하기 위해 전쟁을 일으킨다.
    - 마솔루흐는 에린의 왕으로 브란웬의 남편, 리르의 사위다. 처남들에게 죽임을 당한다. 부부 사이에 태어난 아들 구에른도 전쟁통에 죽는다.
- 페나르둔은 벨리 맙 미노간의 딸이며 리르의 아내고 위 3남매의 어머니다.
  - 에우로스워드는 레르를 잡아 가두고 그 처 페나르둔을 범해 두 아들을 낳는다. 그 아들인 에브너시엔과 니시엔 형제는 난폭한 사디스트들로, 에린과의 사이가 파탄나는 데 일조해서 사건의 원인을 만든다.

## 같이 보기
- 브리튼 이야기